# ドルト会議

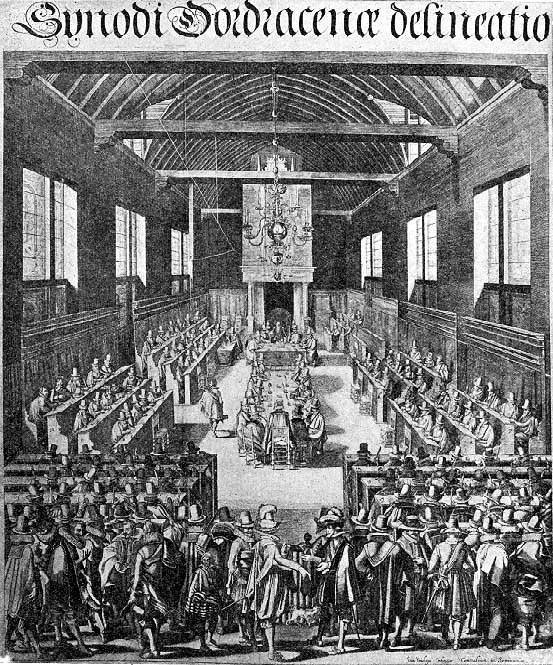
ドルト会議

ドルト会議は、アルミニウス主義の勃興による重大な論争を解決するために、オランダ改革派教会により、1618年-1619年にかけてオランダのドルトレヒトで開かれた大会である。最初の会議は1618年11月13日、最後の会議は、第154回目の1619年5月9日であった。この会議には8か国から改革派教会の代表が招待された。ドルトレヒト会議とも呼ばれる。

## 目的
ドルト会議が召集された目的は、アルミニウス主義の広がりによって、オランダの教会で起こった論争を解決することであった。ヤーコブス・アルミニウスの死後、彼の支持者らは、ベルギー信仰告白、ジャン・カルヴァンとその後継者テオドール・ド・ベーズの教えに対する反対を表明した。この反対意見は1610年の Remonstranceにより、発表された。彼らはレモンストラント派として知られる。対して、カルヴァン主義者はライデン大学のフランシスカス・ゴマルス教授を指導者として反レモンストラント派として知られるようになった。Remonstranceとその後の出版物でアルミニウス派は、ベルギー信仰告白のカルヴァン主義の教義の改変を発表した。彼らは信仰の予知による選びに基づき、普遍救済説、抵抗可能恩寵、恵みからの堕落の可能性を教えた。
シモン・エピスコピウス（1583-1643）は1618年の教会会議の前に召集されたレモンストラント派13人を代表するスポークスマンであった。会議は、カルヴァン主義とアルミニウス主義者によって構成されているはずであったが、アルミニウス主義の代表は、会議の一員とは認められなかった。また判事はアルミニウス主義者をすでに否定する人物であった。この会議でレモンストラント派が敗れることは決定していた。

## 結論・ドルト信仰基準
会議はレモンストラントの主張を退けて終わり、論点について改革派の教理を記述した。全的堕落、無条件選び、限定的贖罪、不可抗的恩寵、聖徒の堅忍である。これはしばしばカルヴァン主義の5特質としてTULIPと呼ばれる。